# Phenomedia
Die Phenomedia AG war ein Unternehmen mit Sitz im Bochumer Stadtteil Wattenscheid, das unter anderem Computerspiele und Spiele für Mobiltelefone herstellte. Es zählte zu den bekanntesten Vertretern der deutschen New Economy und war im Börsensegment des Neuen Marktes gelistet. Befeuert durch gefälschte Bilanzen und den Erfolg des Computerspiels Moorhuhn, erfuhr das Unternehmen bis 2002 eine enorme Wertsteigerung. Nach Aufdeckung des Finanzskandals rutschte das Unternehmen in die Insolvenz und wurde abgewickelt. Viele Kernaktivitäten, darunter die Moorhuhnrechte, gingen an die neugegründete Phenomedia publishing GmbH. Nachdem die GmbH 2017 liquidiert wurde, ging die Marke an die ak tronic Software & Services GmbH.

## Geschichte

### Gründung bis zum Börsengang
Das Unternehmen wurde vom 22-jährigen Markus Scheer, zuvor Gesellschafter des insolvent gegangenen deutschen Spieleentwicklers Starbyte, und weiteren Partnern als Art Department Werbeagentur GmbH gegründet. Art Department erschuf und betreute unter anderem die Entwicklung von Werbespielen wie Das Telekommando kehrt zurück (Deutsche Telekom), Geheimprojekt DMSO (Merckle), Dunkle Schatten (drei Teile, Bundesministerium des Innern), Captain Zins (Dresdner Bank) oder Bi-Fi Roll: Action in Hollywood (BiFi). Daneben besaß Art Department mit Greenwood Entertainment ein Tochterunternehmen, das auf die Produktion von Vollpreisspielen, vor allem Managementsimulationen wie Der Planer, spezialisiert war. Am bekanntesten wurde jedoch das 1998 zusammen mit Witan für die Whiskeymarke Johnnie Walker entwickelte Werbekurzspiel Moorhuhnjagd, das sich durch virales Marketing enorm verbreitete.
Art Department war zeitweise Teil der Funsoft-Gruppe, bis es 1997 per Management-Buy-out wieder unabhängig wurde.

### Finanzskandal und Insolvenz
1999 wurde Art Department in Phenomedia umbenannt und an die Börse gebracht. Bei einem ausgewiesenen Jahresumsatz von 4,8 Millionen Euro und einem vergleichsweise kleinen Portfolio an Werbe- und Computerspielen sammelte das Unternehmen umgerechnet etwa 22 Millionen Euro ein. In den folgenden Jahren stieg der Aktienkurs des Unternehmens rasant, maßgeblich beeinflusst vom Erfolg des Moorhuhn-Franchises. Der Börsenwert, der im Zuge der Dotcom-Blase im Frühjahr 2000, rund 400 Millionen Euro erreichte, basierte jedoch auf fingierten Zahlen. In den Jahresabschlüssen 1999 bis 2001 wurden nicht existente Umsätze und Forderungen eingebucht. Die Unregelmäßigkeiten wurden im April 2002 bekannt. Als die Wirtschaftsprüfer der KPMG das Testat für den Abschluss 2001 verweigerten, gaben Vorstandschef Markus Scheer und Finanzchef Björn Denhard gegenüber dem Aufsichtsrat die Manipulationen zu und zeigten sich selbst bei der Staatsanwaltschaft an. Eine Sonderprüfung durch die Wirtschaftsprüfer von Warth & Klein ergab, dass der mit 25,8 Mio. Euro angegebene Umsatz für das Geschäftsjahr 2001 lediglich 17 Mio. Euro betrug. Der für den Zeitraum 1999 bis 2001 ausgewiesene Verlust betrug demnach nicht 4,3 Mio. Euro, sondern 29,8 Mio. Hinzu kamen Beteiligungen ohne vorherige Zustimmung des Aufsichtsrats und Due-Diligence-Prüfung. Die Bundesanstalt für Finanzdienstleistungsaufsicht (BaFin) erhob zudem den Vorwurf auf Insiderhandel. Der Prozess gegen die beiden Vorstände und weitere Manager begann am 2. November 2004. 2009 verurteilte das Landgericht Bochum die beiden ehemaligen Vorstände wegen Bilanzfälschung, Kreditbetrug und Untreue zu Haftstrafen von drei Jahren und zehn Monaten (Scheer) bzw. drei Jahren (Denhard), wovon das Gericht 15 Monate wegen der langen Verhandlungsdauer sofort wieder erließ. Beide hatten ihre Verfehlungen erst gegen Ende des Prozesses umfassend eingestanden. Markus Scheer wurde in der Berichterstattung mit den Worten zitiert: „Wir haben ein Spiel gespielt. Monopoly – aber mit echtem Geld“.

Logo der phenomedia publishing GmbH

Für das Unternehmen bedeutet der Finanzskandal das Ende. Grafiker Ingo Mesche, der das Moorhuhn entworfen hatte, kündigte wegen nicht eingehaltener Lizenzzahlungen in Höhe von 8 % des Umsatzes die Verträge mit Phenomedia auf und erhob zunächst Rechtsanspruch auf das Moorhuhn. Später einigte er sich mit dem Unternehmen auf eine Abfindung. Der Wert der Aktie, der zu Spitzenzeit noch 90 Euro betragen hatte, fiel auf 85 Cent. Im Juli 2002 wurde Phenomedia vom Börsenhandel ausgeschlossen, da weder ein testierter Jahresabschluss, noch die erforderlichen zwei Betreuerbanken vorgewiesen werden konnten. Am 1. August 2002 wurde das Insolvenzverfahren beim Amtsgericht Bochum eröffnet, Phenomedia wurde aufgelöst. Der Insolvenzverwalter Wulf-Gerd Joneleit veräußerte die verbliebenen Vermögenswerte, um die Unternehmensschulden zu begleichen. Dennoch war eine vollständige Befriedigung der Gläubiger nicht möglich. Das Kerngeschäft der Computerspielentwicklung einschließlich der Moorhuhnlizenz und der zuletzt verbliebenen 35 Mitarbeiter wurde an eine deutsch-niederländische Investorengruppe um den langjährigen Vertriebspartner ak tronic Software & Services verkauft. Es wurde zum 1. Juli 2004 in eine neugegründete Auffanggesellschaft, die phenomedia publishing GmbH, überführt. Diese bemühte sich unter dem neuen Geschäftsführer Helge Borgarts um eine strikte Abgrenzung von ihrer Vorgängerin. 2004 erzielte das Unternehmen bereits wieder Gewinn. Das Entwicklerstudio Piranha Bytes wurde eigenständig (organisiert in der Pluto 13 GmbH) und übernahm die Lizenz des Computer-Rollenspiels Gothic. Auch die auf Handyspiele spezialisierte Tochter Mobile Scope wurde durch Management-Buy-out selbstständig.

## Bewertung
Mit dem Moorhuhn erschuf das Unternehmen ein Paradebeispiel für erfolgreiches virales Marketing. Das Spielemagazin Gamona bezeichnete es als „Vater und Mutter der Casual-Game- und der Free-to-Play-Welle zugleich“. Dem Spiel sei es erstmals im großen Maß gelungen, breite Teile der Bevölkerung für Computerspiele zu begeistern.
Phenomedias Bilanzskandal wurde als symptomatisch für die Gepflogenheiten am Neuen Markt dargestellt und in eine Reihe mit den Skandalen und Betrugsfällen um die Firmen Comroad, EM.TV und Infomatec gestellt. Aus reinem Gewinnstreben heraus seien alle sichtbaren Anzeichen für die Unstimmigkeiten ignoriert worden und in dem Glauben an eine New Economy, die gänzlich neuen Regeln folge, seien bewährte Unternehmensregeln ignoriert worden. Auch der Aufsichtsrat habe in seiner Kontrollfunktion versagt. Ex-Vorstand Scheer wurde in der Berichterstattung, in Bezug auf seine eigenen Prozessaussagen, als zu jung und durch die Erwartungen am Neuen Markt überfordert dargestellt. Er habe Schwierigkeiten nur als „kurzfristige Irritationen“ begriffen und daran geglaubt, „dass sich die Visionen durchsetzen“ würden. Scheer wiederum bezeichnete sich als Opfer des Systems und gab Banken und Beratern eine Mitschuld, da sie das Unternehmen mit Geld überschüttet und ihn bspw. davon abgehalten hätten, ein Senior Management zu berufen.

## Studios und Spiele
Zur Phenomedia gehörte unter anderem das Bochumer Spielentwicklungsstudio Greenwood Entertainment, das mit Wirtschaftssimulationen wie Der Planer und Lizenzprodukten der Sat-1-Sportsendung ran in den 1990er-Jahren erfolgreich war. Ebenfalls zu Phenomedia gehörte das aus Greenwood Entertainment heraus gegründete Entwicklerstudio Piranha Bytes, das im Verlauf des Insolvenzverfahrens 2002 durch einen Management-Buy-out selbstständig weitergeführt wurde.
An den initialen Erfolg der Moorhuhn-Reihe versuchte man Anfang 2002 mit Sven Bømwøllen anzuknüpfen. Während die ersten beiden Moorhuhn-Spiele bis Frühjahr 2002 bereits mehr als 18 Millionen Mal heruntergeladen wurden, wurde auch Sven Bømwøllen innerhalb der ersten Woche knapp 900.000 Mal gedownloadet. Laut derStandard.at haben sich die Spiele der Moorhuhn- und Sven-Reihen insgesamt mehr als eine Million Mal verkauft, womit wesentlich mehr Umsatz geniert wurde, als mit dem anspruchsvolleren Gothic von Tochterunternehmen Piranha Bytes.